# 広島市西区スポーツセンター
広島市西区スポーツセンター（ひろしましにしくスポーツセンター）は、広島県広島市西区にある複合型運動施設。

## 沿革
- 1981年（昭和56年）6月1日 - 西区スポーツセンターとして開業。

## 諸室詳細
- 1階
  - 25mプール 25m×6コース（水深 0.9m×2コース、1.15m - 1.25m×4コース）
  - 小体育室 16m×14m
  - その他：事務室・保健室・更衣室・シャワー室・会議室
- 2階
  - 中体育室 32m×28m
  - 観覧席：48席（プール）
- 3階
  - 観覧席：252席（中体育室）
- 屋外
  - 運動広場 6,070m2（夜間照明設置 7基）

## アクセス

### 鉄道
- 広島電鉄路面電車「草津電停」徒歩10分

### バス
- 広島バス「草津東町バス停」徒歩7分
  - 25号線 広島駅↔︎西広島↔︎商工センター
  - 50号線 広島駅↔︎八丁堀↔︎商工センター

## 駐車場
75台